# Robinne Lee
Pour les articles homonymes, voir Lee.
Robinne Lee, née le 16 juillet 1974 à Mount Vernon (New York), est une actrice américaine. Elle est apparue dans Palace pour chiens et dans Sept vies.

## Biographie
D'origine jamaïcaine et chinoise, diplômée de la Columbia Law School, Lee commence sa carrière d'actrice dans la comédie romantique Hav Plenty en 1997, présentée au Festival international du film de Toronto. En 2003, Lee apparaît dans Deliver Us From Eva de LL Cool J et la comédie d'action National Security de Dennis Dugan. En 2007, Lee apparaît dans dix épisodes de Tyler Perry's House of Payne et participe au film indépendant This Is not a Test. Elle apparaît avec le chanteur R&B Usher dans son clip pour son single de 2004 Confessions.
En 2017, Robinne Lee publie le roman The Idea of You. En 2024, une adaptation à l'écran de The Idea of You, intitulée L'Idée d'être avec toi, réalisée par Michael Showalter, avec Anne Hathaway et Nicholas Galitzine dans les rôles principaux, voit le jour.

## Film et télévision
- Cinquante nuances plus sombres (film) (2017) : Ros Bailey
- Being Mary Jane (2013 - Aujourd'hui) : Avery Daniels
- Miss Dial (2013) : Erica
- Palace pour chiens (2009) : Carole
- Sept vies (2008) : Sarah Jenson
- This Is Not a Test (2008) : Viv
- Tyler Perry's House of Payne : Nicole Jamieson (10 épisodes, 2007)
- Numb3rs : Agent Harrill (2 épisodes, 2005)
- Hitch, expert en séduction (2005) : Cressida Baylor
- 30 ans sinon rien (2004) : Rachel
- The Big House as Bianca (1 épisode, 2004)
- Shook (2004) : Jill
- Deliver Us from Eva (2003) : Bethany Dandrige
- National Security (2003) : Denise
- Buffy contre les vampires : Charlotte (1 épisode, 2002)
- Almost a Woman (2001) (TV) : Miss Brown
- The Runaway (2000) (TV) : Cecily Monroe
- Les surprises de l'amour (Cupid & Cate)  (2000) : Ellen
- Hav Plenty (1997) : Leigh Darling
- Superstition (2017) : Bea Hastings

## Adaptation à l'écran
- 2024 : L'Idée d'être avec toi de Michael Showalter (adaptation de The Idea of You)